# Polyporus violaceomaculatus
Polyporus violaceomaculatus är en svampart som beskrevs av Pat. 1907. Polyporus violaceomaculatus ingår i släktet Polyporus och familjen Polyporaceae.   Inga underarter finns listade i Catalogue of Life.